# بيل غوديت
بيل غوديت (بالبرتغالية: Rosimar Amancio‏) (2 يوليو 1984 في البرازيل - ) هو لاعب كرة قدم برازيلي في مركز الهجوم. لعب مع أتلتيكو براغانتينو وبوتافوغو ريغاتاس ونادي الاتحاد ونادي بوسان أي بارك ونادي سانتوس ونادي سيارا ونادي كوريتيبا ونادي كورينثيانز وShanghai Shenxin F.C. ‏ وأداب غالو مارينجا ‏.

## روابط خارجية
- بيل غوديت على موقع دوري كوريا الجنوبية (الإنجليزية)
- بيل غوديت على موقع قاعدة بيانات كرة القدم.إي يو (الإنجليزية)
- بيل غوديت على موقع Soccerway.com (الإنجليزية)